# Christophe Esparre
Christophe Esparre, né le 30 octobre 1960 à Pau, est un joueur international puis entraîneur français de handball.

## Parcours
Christophe Esparre débute en D1 à 16 ans et demi avec l'ESM Gonfreville l'Orcher. Lors de la saison 1979-1980, il est le troisième meilleur joueur du deuxième trimestre derrière Michel Cicut et Philippe Monneron.
En 1982, il prend la direction de la Stella Sports Saint-Maur, le meilleur club français de la fin des années 1970. Le club francilien est néanmoins performant et le meilleur résultat est obtenu avec la deuxième place en 1984-1985, Esparre terminant 8e meilleur buteur avec 82 buts marqués. En 1985, il rejoint l'AC Boulogne-Billancourt, club qui termine bon dernier du Championnat de France 1987-1988.
Durant cette période, il connaît 44 sélections en France entre 1982 et 1987, terminant à la 5e place des Jeux méditerranéens de 1983, remportant le Championnat du monde C 1986 et terminant à la 8e place du Championnat du monde B 1987.
En 1988, il signe pour le club qui s’avérera le plus important pour lui : l'US Créteil. D'abord en termes de résultats sportifs puisque le club réalise une saison 1988-1989 exceptionnelle avec le doublé Championnat-Coupe de France et la première finale d'un club français en coupe d'Europe en Coupe des coupes (C2). La saison suivante, Esparre et les Cristolliens sont demi-finalistes de la Coupe des clubs champions (C1) mais le club n'obtient pas d'autres résultats significatifs.
En 1992, à 32 ans, il met un terme à sa carrière de joueur et est promu entraîneur de l'US Créteil. Malgré une finale de Coupe de France en 1993, il est limogé en novembre 1993. En 2001, Thierry Anti le fait revenir à Créteil en tant que responsable du centre de formation (officiellement créé en 2003) puis entraîneur-adjoint d'Anti. Après crise cardiaque de Mile Isaković, il devient temporairement l'entraîneur du club en D1 en février et mars 2008. De janvier à juin 2021, il occupe une nouvelle fois le poste d'entraîneur principal avant l'arrivée de Fernando Barbeito. En 2024, il succède à Barbeito en tant qu'entraîneur principal du club.

## Palmarès

### Équipe de France
- 5e place aux Jeux méditerranéens de 1983
- Vainqueur du Championnat du monde C 1986
- 8e place au Championnat du monde B 1987

### En club
Compétitions internationales
- Coupe des clubs champions (C1)
  - Demi-finaliste (1) : 1990
- Coupe des vainqueurs de coupe (C2)
  - Finaliste (1) : 1989

Compétitions nationales
- Championnat de France D1
  - Champion (1) : 1989
- Coupe de France
  - Vainqueur (2) : 1989